# Liste der Handschriften aus Höhle 1Q
Die Liste der Handschriften aus Höhle 1Q enthält alle antiken jüdischen Handschriften, die aus der zuerst (1947) entdeckten Schriftrollenhöhle bei Khirbet Qumran im Westjordanland stammen, bzw. bei denen eine Herkunft aus dieser Höhle angenommen wird. Sie gehören zu den Schriftrollen vom Toten Meer. Die Sprache ist, soweit nicht anders angegeben, hebräisch. Die paläografische Datierung folgt den chronologischen Hauptphasen nach Frank M. Cross: archaisch (um 250–150 v. Chr.); hasmonäisch (150–30 v. Chr.), herodianisch (30 v. Chr.–70 n. Chr.) und postherodianisch (ab 70 n. Chr.). Wo eine Datierung mit der Radiokarbon-Methode vorliegt, wird diese geboten. Viele stark fragmentarische Texte werden nur allgemein in die hellenistisch-römische Zeit eingeordnet.
Bezeichnungen, über die noch kein Konsens erzielt wurde, sind kursiv.
| DJD-Nummer | Bezeichnung nach Inhalt      | Beschreibung                                                                   | Datierung                                     | Bild |
| ---------- | ---------------------------- | ------------------------------------------------------------------------------ | --------------------------------------------- | ---- |
| 1Q1        | 1QGen                        | Text aus dem Buch Genesis                                                      | herodianisch                                  |      |
| 1Q2        | 1QExod                       | Text aus dem Buch Exodus                                                       | hellenistisch-römisch                         |      |
| 1Q3        | 1QpaleoLev-Num               | Text aus den Büchern Levitikus und Numeri (in althebräischer Schrift)          | hellenistisch-römisch                         |      |
| 1Q4        | 1QDeuta                      | Text aus dem Buch Deuteronomium                                                | hellenistisch-römisch                         |      |
| 1Q5        | 1QDeutb                      | Text aus dem Buch Deuteronomium                                                | hellenistisch-römisch                         |      |
| 1Q6        | 1QJudg                       | Text aus dem Buch der Richter                                                  | hellenistisch-römisch                         |      |
| 1Q7        | 1QSam                        | Text aus dem Buch Samuel (Samuel-Fragmente vom Toten Meer)                     | hellenistisch-römisch                         |      |
|            | 1QIsaa                       | Große Jesajarolle                                                              | 341–325 v. Chr. oder 202–114 v. Chr.          |      |
| 1Q8        | 1QIsab                       | Kleine Jesajarolle                                                             | herodianisch                                  |      |
| 1Q9        | 1QEzek                       | Text aus dem Buch Ezechiel                                                     | hellenistisch-römisch                         |      |
| 1Q10       | 1QPsa                        | Text aus dem Buch der Psalmen                                                  | hellenistisch-römisch                         |      |
| 1Q11       | 1QPsb                        | Text aus dem Buch der Psalmen                                                  | hellenistisch-römisch                         |      |
| 1Q12       | 1QPsc                        | Text aus dem Buch der Psalmen                                                  | herodianisch                                  |      |
| 1Q13       | 1QPhyl                       | Tefillin                                                                       | hellenistisch-römisch                         |      |
| 1Q14       | 1QpMic                       | Pescher zum Buch Micha                                                         | hasmonäisch                                   |      |
|            | 1QpHab                       | Pescher zum Buch Habakuk                                                       | 88–2 v. Chr.                                  |      |
| 1Q15       | 1QpZeph                      | Pescher zum Buch Zefanja                                                       | hellenistisch-römisch                         |      |
| 1Q16       | 1QpPs                        | Pescher zum Buch der Psalmen                                                   | hasmonäisch                                   |      |
| 1Q17       | 1QJuba                       | Text aus dem Jubiläenbuch                                                      | herodianisch                                  |      |
| 1Q18       | 1QJubb                       | Text aus dem Jubiläenbuch                                                      | hasmonäisch                                   |      |
| 1Q19       | 1QNoah                       | Noah-Apokryphon                                                                | herodianisch                                  |      |
| 1Q20       | 1QapGen ar                   | Genesis-Apokryphon (aramäisch)                                                 | 47 v. Chr. – 48 n. Chr.                       |      |
| 1Q21       | 1QTLevi ar                   | Aramäisches Levi-Dokument, andere Bezeichnung: Testament des Levi (aramäisch)  | hasmonäisch                                   |      |
| 1Q22       | 1QDM                         | Worte des Mose, Mose-Apokryphona                                               | hellenistisch-römisch                         |      |
| 1Q23       | 1QEnGiantsa ar               | Text aus dem Gigantenbuch (aramäisch)                                          | hasmonäisch                                   |      |
| 1Q24       | 1QEnGiantsb ar               | Text aus dem Gigantenbuch (aramäisch)                                          | herodianisch                                  |      |
| 1Q25       | 1QApocryphal Prophecy        | Apokryphe Prophezeiung                                                         | herodianisch                                  |      |
| 1Q26       | 1QInstruction                | Unterweisung für den Einsichtigen (hebräisch: Musar leMevin)                   | herodianisch                                  |      |
| 1Q27       | 1QMyst                       | Buch der Geheimnisse                                                           | hellenistisch-römisch                         |      |
| 1Q28       | 1QS title                    | Nur der Titel von 1QS                                                          |                                               |      |
|            | 1QS                          | Gemeinderegel, andere Bezeichnungen: Manual of Discipline, Gemeinschaftsregel. | 164–144 v. Chr. oder 116 v. Chr. – 50 n. Chr. |      |
| 1Q28a      | 1QSa                         | Gemeinschaftsregel                                                             | hasmonäisch                                   |      |
| 1Q28b      | 1QSb                         | Segensregel                                                                    | hasmonäisch                                   |      |
| 1Q29       | 1QapocrMosesb                | Mose-Apokryphonb                                                               | hellenistisch-römisch                         |      |
| 1Q29a      | 1QTwo Spirits Treatise       | Traktat über die zwei Geister                                                  | hellenistisch-römisch                         |      |
| 1Q30       | 1QLiturgical Text A          | Auch bezeichnet als „Fragment des heiligen Messias“                            | hellenistisch-römisch                         |      |
| 1Q31       | 1QLiturgical Text B          | Auch bezeichnet als „Fragment der Männer des Bundes“                           | hellenistisch-römisch                         |      |
| 1Q32       | 1QNJ ar                      | Fragment der Schrift Neues Jerusalem, aramäisch                                | herodianisch                                  |      |
| 1Q33       | 1QM                          | Kriegsrolle, andere Bezeichnung: Kriegsregel                                   | herodianisch                                  |      |
| 1Q34       | 1QLitPra, 1QPrFetes          | Gebete für Festtage                                                            | herodianisch                                  |      |
| 1Q34bis    | 1QLitPrb                     | Gebete für Festtage                                                            | undatiert                                     |      |
|            | 1QHa                         | Hymnenrolle, andere Bezeichnungen: Hodayot, Thanksgiving Scroll                | 37 v. Chr. – 68 n. Chr.                       |      |
| 1Q35       | 1QHb                         | Hymnenrolle, andere Bezeichnungen: Hodayot, Thanksgiving Scroll                | herodianisch                                  |      |
| 1Q36       | 1QHymns                      | Liturgisches Fragment 1                                                        | hellenistisch-römisch                         |      |
| 1Q37       | 1QHymnic Composition         | Liturgische Komposition                                                        | herodianisch                                  |      |
| 1Q38       | 1QHymnic Composition         | Liturgisches Fragment 2                                                        | hellenistisch-römisch                         |      |
| 1Q39       | 1QHymnic Composition         | Liturgisches Fragment 3                                                        | herodianisch                                  |      |
| 1Q40       | 1QHymnic Composition         | Liturgisches Fragment 4                                                        | hellenistisch-römisch                         |      |
| 1Q41–1Q62  | 1QUnclassified Fragments     | Unklassifizierte Fragmente                                                     |                                               |      |
| 1Q63–1Q68  | 1Q Unclassified Fragments ar | Unklassifizierte Fragmente, aramäisch                                          |                                               |      |
| 1Q69       | 1Q Unclassified Fragments    | Unklassifizierte Fragmente                                                     | hellenistisch-römisch                         |      |
| 1Q70       | 1QpapUnclassified Fragments  | Unklassifiziertes Fragment, Papyrus                                            | hellenistisch-römisch                         |      |
| 1Q70bis    | 1QpapUnclassified Fragments  | Unklassifiziertes Fragment, Papyrus                                            |                                               |      |
| 1Q71       | 1QDana                       | Text aus dem Buch Daniel                                                       | hellenistisch-römisch                         |      |
| 1Q72       | 1QDanb                       | Text aus dem Buch Daniel                                                       | hellenistisch-römisch                         |      |